# Томас Лейдстрем
Томас Лейдстрем (швед. Thomas Lejdström, 31 травня 1962) — шведський плавець.
Призер Олімпійських Ігор 1984 року, учасник 1980 року.
Призер Чемпіонату Європи з водних видів спорту 1981, 1983 років.